# Sikenica
Sikenica (in ungherese Peszektergenye) è un comune della Slovacchia facente parte del distretto di Levice, nella regione di Nitra.